# 長崎県庁
長崎県庁（ながさきけんちょう）は、広域自治体である長崎県の行政機関（役所）である。

## 沿革
※1872年までは旧暦の日付。
- 1868年（慶応4年）
  - 1月14日 - 明治新政府、天領を没収する旨の布告を発する。
  - 1月15日 - 最後の長崎奉行河津伊豆守祐邦、奉行所を脱出し、外国船アリトン号で江戸へ引き揚げる。
  - 1月16日 - 旧長崎奉行所の西役所を「長崎会議所」と改め、各藩の合議制によって治安の維持に当たることを決定。
  - 1月21日 - 18藩[1]が4ヶ条の制誓約書を認める。
    - 1. 長崎表の政治向きは諸藩および地役人が相談して万事を決定する。
    - 2. 政治その他万事は従来のままとする。
    - 3. 西役所は長崎会議所と改称する。
    - 4. 立山役所は黒田家が預かる（後に大村藩に変更）。

  - 1月18日 - 長崎会議所に各国領事を招き、外国人の安全を確約し、通商は従来通りの作法をもって行う旨を述べ了承される。
  - 1月28日 - 明治政府、澤宣嘉（七卿落ちの一人）を九州鎮撫使[2] 兼 外国事務総督に任命。
  - 2月1日 - 明治政府、「長崎裁判所」（民政機関。現在の裁判所とは異なる。）を外浦町に設置し、旧天領を管理させる。
  - 2月2日 - 明治政府、澤宣嘉の長崎裁判所総督兼任を命じる。大村丹後守は長崎取締として総督を補佐し、警衛を担当。両者ともに2月15日に長崎に上陸。
  - 2月16日 - 長崎会議所は廃止され、長崎裁判所が正式に発足。職制の全面改革が行われる。また長崎裁判所に九州鎮撫長崎総督府を設置。
  - 3月24日 - 九州鎮撫長崎総督府、九州全部（34藩）を管轄することになる。
  - 5月4日 - 長崎裁判所を「長崎府」と改称。長崎総督府を廃止。澤宣嘉が知府事（1年後に府知事と改称）に就任。
  - 8月8日 - 長崎府庁を立山役所跡（現・長崎歴史文化博物館）に移し、府庁跡（西役所）に広運館を設置する。
  - 8月29日 - 富岡県を廃止し、長崎府の管轄とする。
- 1868年（明治元年）（9月8日に改元）
  - 10月17日 - 福岡藩預かり地の肥前国彼杵郡浦上村を長崎府の管轄とする。
- 1869年（明治2年）
  - 6月17日 - 各藩主に対し、版籍奉還の奏請[3]を許し、各藩主を藩知事に任命[4]。
  - 6月20日 - 長崎府を「長崎県」と改称。判事野村盛秀が第2代知事（府知事時代から数えて）に任命される。
  - 9月6日 - 外国管事務所を外務局に改める。
- 1870年（明治3年）2月3日 - 県本庁の称号を「長崎県庁」と定める。
- 1871年（明治4年）
  - 7月14日 - 廃藩置県により現在の県域に大村、島原、平戸、福江、厳原の各県が置かれる。また、県内の旧佐賀藩領は佐賀県となる。
  - 9月4日 - 佐賀県と厳原県を伊万里県に合併する。
  - 11月14日 - 大村以下4県と長崎県を廃して新たに長崎県を設置する。
- 1872年（明治5年）
  - 1月1日 - 伊万里県のうち高来郡の一部と彼杵郡の一部（旧佐賀藩深堀領・諫早領・神代領）を長崎県に編入する。
  - 8月17日 - 旧厳原県の区域が佐賀県[5]より長崎県に移る。
- 1875年（明治9年）8月21日 - 佐賀県を合併していた三潴県を廃止し肥前国部分を長崎県に編入する。
- 1879年（明治12年）3月 - 長崎県会（現在の長崎県議会）が初めて開かれる。
- 1883年（明治16年）5月9日 - 旧佐賀県の区域を分離し改めて佐賀県を設置、現在の県域となる。
- 1911年（明治44年）4月25日 - 旧長崎県庁落成（ルネサンス様式）
- 1926年（大正15年）- 内務省告示第82号により以下の3支庁を設置。
  - 南松浦支庁（現 五島振興局）---南松浦郡（現 五島市）福江町
  - 壱岐支庁（現 壱岐振興局）---壱岐郡武生水町（現 壱岐市郷ノ浦町）
  - 対馬支庁（現 対馬振興局）---下県郡（現対馬市）厳原町
- 1945年（昭和20年）
  - 3月 - 立山防空壕等に機能を移して救援活動などにあたる。
  - 8月9日 - 長崎市に原爆が投下されてしばらくして庁舎から火災が起こり付近一帯に拡がる大火となる。
- 1947年（昭和22年）4月16日 - 初めての公選による知事に杉山宗次郎が就任。
- 1960年（昭和35年）- 南松浦支庁を五島支庁に改称。
- 1963年（昭和38年）- 県北振興局を設置。
- 1967年（昭和42年）- 島原振興局を設置。
- 1969年（昭和44年）10月25日 - 第24回国民体育大会開催。天皇・皇后が長崎県庁などに行幸[6]。
- 2005年（平成17年）4月1日 - 組織改編で、五島・壱岐・対馬の3支庁を地方局に改称。
- 2009年（平成21年）4月1日 - 地方機関の整理統合を行い、7振興局に集約する。
- 2014年（平成26年）12月 - 長崎市尾上町で新庁舎（行政棟・議会棟・警察棟）を着工。
- 2015年（平成27年）12月 - 長崎市尾上町で新庁舎（駐車場棟）を着工。
- 2018年（平成30年）1月4日 - 新庁舎が完成し移転。新庁舎での業務を開始。
  - 一斉に業務開始ではなく、日程を分けて順次開始となる。

## 組織
2020年4月1日現在について記載。長崎県の地方議会については長崎県議会、長崎県が設置する警察本部については長崎県警察をそれぞれ参照。
- 知事
  - 副知事
    - 危機管理監 - 1課1室
    - 企画部 - 3課1室
    - 総務部 - 10課2室2センター
    - 地域振興部 - 4課2室
    - 文化国際観光部 - 6課1室
    - 県民生活環境部 - 10課1室
    - 福祉保健部 - 7課2室
      - こども政策局 - 2課

    - 産業労働部 - 6課
    - 水産部 - 5課1室
    - 農林部 - 8課4室
    - 土木部 - 12課1室
    - 長崎振興局
    - 県央振興局
    - 島原振興局
    - 県北振興局
    - 五島振興局
    - 壱岐振興局
    - 対馬振興局

  - 会計管理者
    - 出納局 - 1課1室

- 長崎県議会
  - 事務局 - 3課
- 教育委員会
  - 教育庁 - 9課1室
- 選挙管理委員会
  - 事務局
    - 地方書記室 - 5室
- 監査委員
  - 事務局
- 労働委員会
  - 事務局
- 収用委員会
- 人事委員会
  - 事務局
- 海区漁業調整委員会
  - 事務局 - 4局（南部・北部・五島・対馬）

- 地方公営企業
  - 交通局 - 2部
- 公安委員会
  - 警察本部（長崎県警察）
    - 警務部
    - 生活安全部
    - 刑事部
    - 交通部
    - 警備部
- 長崎県公立大学法人（地方独立行政法人）
  - 長崎県立大学

## パスポート業務について
- パスポートの窓口は2007年（平成19年）3月まで、長崎県庁および出先機関（振興局・地方局・土木事務所・保健所等）で行っていたが、同年4月以降、段階的に市町への移管が進み、現在では、県内すべての市役所・町役場の本庁がパスポート窓口となっている。そのため、県庁および県の出先機関では手続きはできない。原則、住民登録している市役所・町役場でのみパスポートの申請や受け取りができる。[8]
  - 2007年（平成19年）4月 – 壱岐市役所、川棚町役場へ移管。壱岐地方局（現 壱岐振興局）のパスポート窓口を閉鎖。
  - 2008年（平成20年）4月 – 対馬市役所[9]大村市役所、東彼杵町役場、波佐見町役場へ移管。対馬地方局（現 対馬振興局）および上県土木出張所のパスポート窓口を閉鎖。
  - 2009年（平成21年）
    - 4月 –  雲仙市役所、新上五島町役場へ移管。上五島支所のパスポート窓口を閉鎖。
    - 7月 –  長崎市 へ移管。長崎市消費者センターがパスポート窓口となる。（市役所本庁ではない）

  - 2010年（平成22年）
    - 4月 - 島原市役所、西海市役所、南島原市役所、長与町役場、小値賀町役場、佐々町役場へ移管。島原振興局のパスポート窓口を閉鎖。
    - 10月 – 平戸市役所へ移管。[10]

  - 2011年（平成23年）
    - 4月 –  松浦市役所へ移管。県北保健所のパスポート窓口を閉鎖。
    - 7月 – 時津町役場へ移管。
    - 10月 – 五島市役所へ移管。

  - 2017年（平成29年）6月1日 - 佐世保市役所へ移管。県北振興局のパスポート窓口を閉鎖。
  - 2018年（平成30年）6月1日 - 諫早市役所へ移管。長崎県庁および県央振興局のパスポートの窓口を閉鎖。
- 長崎県内であれば、通学する学校や通勤する職場のある自治体（上記）の窓口でパスポートの申請・受け取りが特例として可能である。

（例）長与町に住んでいて、長崎市にある会社で働いている場合、長崎市消費者センターでのパスポート申請が可能。